# Victorio
Victorio (* um 1825 in Ojo Caliente im heutigen New Mexico; † 14. Oktober 1880 in Tres Castillos Hills in Mexiko) war ein Anführer der Chihenne-Apachen, die die östliche Chiricahua-Gruppe bildete. Von den Weißen wurde er Victorio genannt, er selbst nannte sich Bidu-ya oder Beduiat. Victorio war ein Befürworter des Friedens, bis die US-Armee 1877 seinen Stamm in die San-Carlos-Reservation umsiedelte. Von da an wurde er zum Rebellen und Anführer von etwa 250 Kriegern.
Unter diesen Kriegern befanden sich neben Chihenne auch Bedonkohe sowie einige Comanche. Zudem hatten sich ca. 250 Mescalero-Apache, unter denen sich ca. 60 bis 80 Krieger befanden, unter ihrem Häuptling Caballero dem Chihenne-Häuptling angeschlossen. Bei seinen Unternehmungen vertraute er besonders auf seine Schwester Lozen und den Häuptling Nana der Chihenne-Gruppe der Chiricahua-Apachen.
Nach kühnen Kriegszügen nach New Mexico und Texas, wo die Krieger plünderten, töteten und folterten, zogen sie sich immer wieder in ihre sicheren Stützpunkte in Mexiko zurück. 2000 amerikanische Soldaten, 2000 mexikanische Soldaten, Hunderte von Freiwilligen sowie mehrere Indianer-Hilfstruppen der Tarahumara, Pima und die berühmten Chiricahua-Scouts jagten die Apachen erbarmungslos. Am 14. Oktober 1880 wurde Victorio bei Tres Castillos in Chihuahua gestellt und zusammen mit 78 Apachen, die meisten darunter Krieger, getötet. 68 Frauen und Kinder wurden von den Mexikanern gefangen genommen und in Mexiko in die Sklaverei verkauft.
Einige Krieger, die als Scouts abwesend waren, überlebten das Gefecht und unternahmen unter Führung von Nana einen wagemutigen, tollkühnen und mörderischen Raubzug, um Rache zu üben („Nana’s Raid“).